# Митилини
Митилѝни (на гръцки: Μυτιλήνη, произнасяно на старогръцки Мютилене) е град в Гърция, област Северен Егей. Митилини е главният град на остров Лесбос и административен център на област Северен Егей. Населението му е около 36 000 души (2001).
В 1345 г. войските на организирания срещу Умур бег Втори Смирненски кръстоносен поход, кръстоносците на бургундеца Хумберт ІІ граф д’Албон печелят през февруари 1346 г. победа над турците в Митилини и укрепват владяната от християните част от Смирна.

## Известни личности
Родени в Митилини
- Алкей (620 пр.н.е.-?), поет
- Атанасий Митилинеос, гръцки духовник от XIX век
- Питак (640 пр.н.е.-568), законодател
- Хеланик (485 – 400 пр.н.е.), историк
- Хрисант Пловдивски (1799 – 1869), духовник

Починали в Митилини
- Калиник Александрийски (1800 – 1889), гръцки духовник
- Лука Одрински (1785 – 1802), новобългарски мъченик
- Сафо (7 век пр.н.е.-6 век пр.н.е.), поетеса